# Institut de dialectique bouddhiste

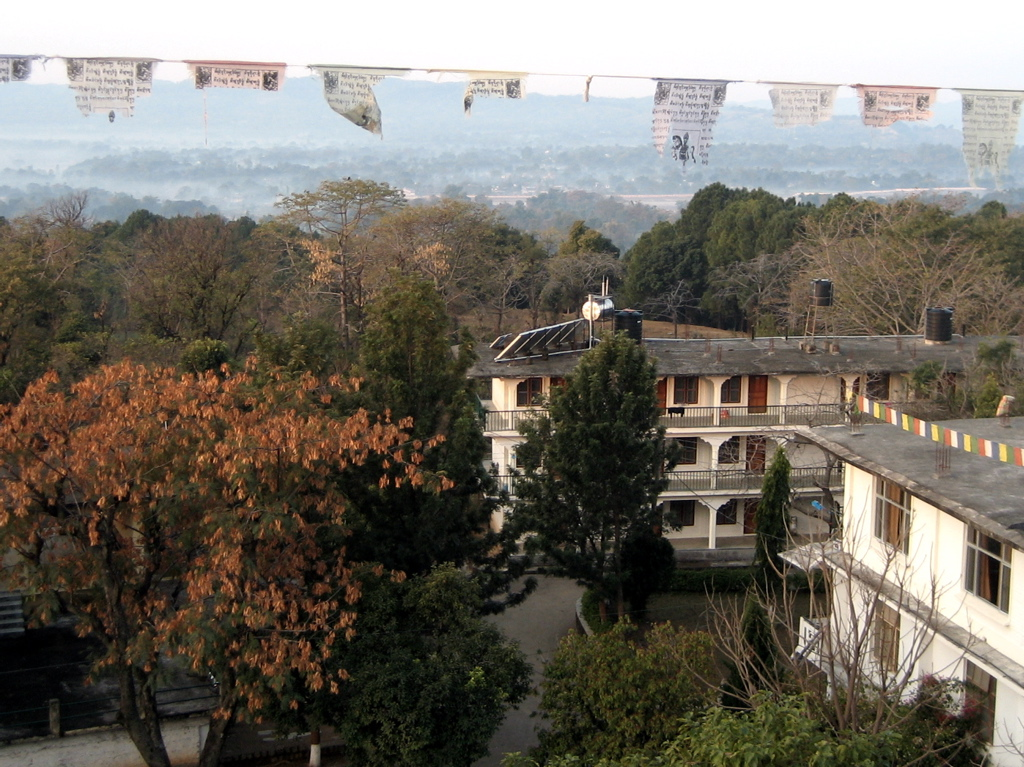
L'Institut de dialectique bouddhiste à Dharamsala.

L'Institut de dialectique bouddhiste est une institution éducative à but non lucratif qui a été fondé en 1973 par Lobsang Gyatso (1928-1997) à Dharamsala après l'exil du 14e Dalaï Lama.
Le but de l'Institut de dialectique bouddhiste est de développer une éducation de haut niveau pour les Tibétains en exil, incluant la philosophie bouddhiste, la litterature, le langage entre autres.
Son programme inclut la philosophie de la Prajnaparamita (perfection de la sagesse), les études de Pramana (épistémologie), la philosophie du Madhyamika (la Voie médiane), et les études Rimé non-partisanes.
L'Institut admet 30 étudiants ayant suivi un cursus monastique ou laïc pour atteindre la classe X.
Sous le nom d'"Océan de connaissance", l'Institut a entrepris le projet de traduire en tibétain des films documentaires scientifiques.

## Mémorandum d'entente
En janvier 2009, l'Université de Miami a signé un mémorandum d'entente avec l'Institut de dialectique bouddhiste permettant à des étudiants américains de l'université de Miami de valider leurs études lors de stages à Dharamsala, et à des étudiants tibétains de l’Institut de dialectique bouddhiste de poursuivre leurs études à l'Université de Miami. 
En 2005, l'Université Emory d’Atlanta avait signé un accord de coopération similaire.

## Anciens élèves célèbres
- Mogchok Rinpoché